# Get Away
Get Away – trzeci singel zespołu Flipper. Został wydany w 1982 roku przez firmę Subterranean Records.

## Lista utworów
1. Get Away
2. The Old Lady Who Swallowed A Fly

## Skład
- Bruce Loose – wokal
- Ted Falconi – gitara
- Will Shatter – gitara basowa, wokale
- Steve DePace – perkusja